# Bullia mauritiana
Bullia mauritiana (tên tiếng Anh: Mauritius bullia) là một loài ốc biển, một động vật thân mềm chân bụng sống ở biển thuộc họ Nassariidae.

## Miêu tả
Kích thước vỏ dao động từ 30 mm đến 75 mm.

## Phân bố
Loài này phân bố ở Ấn Độ Dương dọc theo Madagascar và Nam Phi.